# Amanda Gorman
Amanda Gorman (sinh năm 1998) là một nhà thơ và nhà hoạt động người Mỹ đến từ Los Angeles, California. Các tác phẩm văn thơ của Gorman tập trung vào các vấn đề về áp bức, nữ quyền, chủng tộc và bị gạt ra ngoài lề xã hội, cũng như cộng đồng người gốc châu Phi. Gorman là người đầu tiên được phong Danh hiệu Nhà thơ Trẻ Quốc gia  (National Youth Poet Laureate). Cô đã xuất bản tập thơ The One for Whom Food Is Not Enough vào năm 2015. Năm 2021, cô đã đọc bài thơ " The Hill We Climb " tại Lễ nhậm chức của Joe Biden.

## Thời thiếu niên và học tập
Gorman lớn lên ở Los Angeles, được nuôi dưỡng bởi mẹ cô, một giáo viên tên là Joan Wicks, với hai anh chị em của cô. Cô có một người chị em sinh đôi, Gabrielle, cũng là một nhà hoạt động. Gorman nói cô lớn lên trong một môi trường với hạn chế về việc tiếp cận truyền hình. Cô có vấn đề khi nói chuyện lúc còn nhỏ. Gorman cho biết cô bị rối loạn xử lý thính giác và quá nhạy cảm với âm thanh. Cô mô tả bản thân lúc nhỏ của mình là một "đứa trẻ lạ đời", thích đọc và viết và được mẹ khuyến khích.
Gorman theo học tại New Roads, một trường tư thục ở Santa Monica, cho các lớp từ K đến 12. Lúc còn là học sinh lớp cuối cùng, cô nhận được học bổng đại học Milken Family Foundation  và theo học ngành xã hội học tại Đại học Harvard. Khi còn theo học ở Harvard, Gorman trở thành người đầu tiên đoạt được Giải nhà thơ trẻ  quốc gia vào tháng 4 năm 2017. Cô đã được chọn từ năm thí sinh lọt vào vòng chung kết.

## Thơ ca và hoạt động dân sự

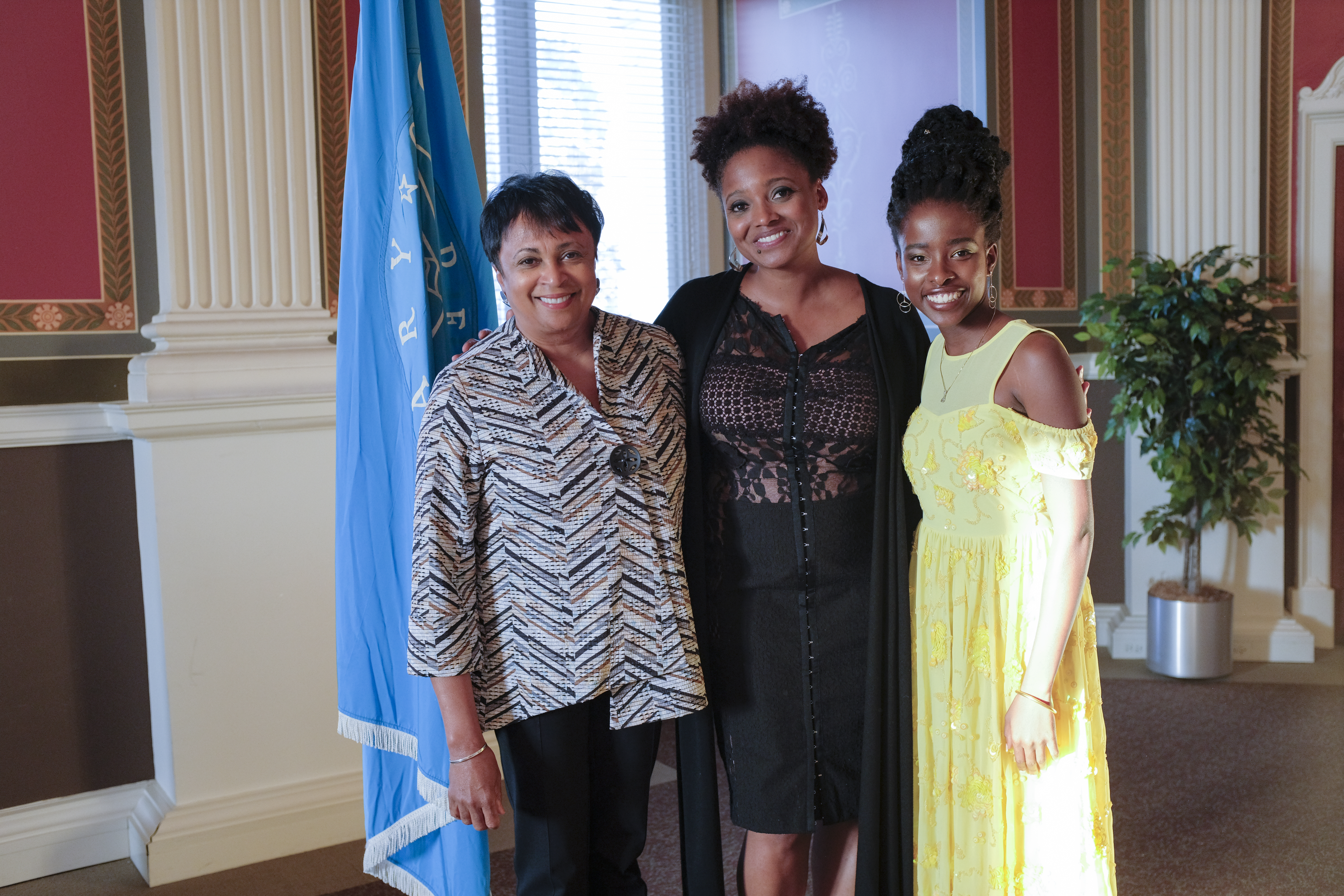
Thủ thư của Quốc hội Carla Hayden, Nhà thơ từng đoạt giải thưởng Tracy K. Smith, và Gorman năm 2017

Nghệ thuật và các hoạt động dân sự của Gorman tập trung vào các vấn đề áp bức, nữ quyền, chủng tộc và bị gạt ra ngoài lề xã hội, cũng như về cộng đồng người gốc Phi. Gorman cho biết cô đã được truyền cảm hứng để trở thành đại biểu thiếu niên của Liên Hợp Quốc vào năm 2013 sau khi xem bài phát biểu của người đoạt giải Nobel người Pakistan Malala Yousafzai. Gorman được chọn để trao Giải Nhà thơ trẻ của Los Angeles năm 2014. Cô cũng đã xuất bản tập thơ The One for Whom Food Is Not Enough vào năm 2015.
Gorman là người sáng lập tổ chức phi lợi nhuận One Pen One Page, một tổ chức điều hành chương trình lãnh đạo và viết văn thơ cho giới trẻ. Vào năm 2017, cô trở thành nhà thơ trẻ đầu tiên mở màn mùa văn học cho Thư viện Quốc hội Hoa Kỳ, và cô đã đọc thơ của mình trên đài truyền hình  MTV. Thư viện và Bảo tàng Morgan đã mua lại bài thơ "In This Place (An American Lyric)" và trưng bày vào năm 2018 bên cạnh các tác phẩm của Elizabeth Bishop.  Vào năm 2017, Gorman trở thành tác giả đầu tiên được giới thiệu trên Sách của tháng của Viện XQ, một chương trình tặng quà hàng tháng để chia sẻ những cuốn sách yêu thích gây cảm hứng của Thế hệ Z. Cô đã viết một bài ca ngợi các vận động viên da đen cho Nike  và có một hợp đồng sách với Viking Children Books để viết hai cuốn sách tranh ảnh cho trẻ em.
Năm 2017, Gorman cho biết cô muốn tranh cử tổng thống vào năm 2036.
Vào tháng 5 năm 2020, Gorman xuất hiện trong một tập của chương trình trên mạng Some Good News do John Krasinski điều hành, nơi cô có cơ hội gặp gỡ Oprah Winfrey và đọc một bài phát biểu mở đầu trực tuyến cho những người không thể đi đến để trực tiếp tham dự các buổi khởi đầu  do  đại dịch COVID- 19 ở Hoa Kỳ.
Gorman đã đọc bài thơ " The Hill We Climb " của cô tại lễ nhậm chức của Tổng thống Joe Biden vào ngày 20 tháng 1 năm 2021, và là nhà thơ trẻ nhất được đọc tại lễ nhậm chức tổng thống trong lịch sử Hoa Kỳ. Jill Biden đã đề nghị Gorman đọc cho lễ nhậm chức. Sau ngày 6 tháng 1 năm 2021, Gorman đã sửa đổi từ ngữ trong bài thơ của mình để đề cập đến Cuộc bạo loạn ở Điện Capitol Hoa Kỳ. Trong tuần trước lễ nhậm chức, Gorman nói với nhà phê bình sách Ron Charles của The Washington Post, "Hy vọng của tôi là bài thơ của tôi sẽ đại diện cho một khoảnh khắc đoàn kết cho đất nước của chúng ta" và "với những lời nói của mình, tôi sẽ có thể nói tới một chương và kỷ nguyên mới cho dân tộc chúng ta. " 